# Cueva de los Muñecos
La cueva de los muñecos es una cueva de interesante valor geológico, localizada a unos 86 km de Jaén y a 12 de la localidad de Santa Elena, en el parque natural de Despeñaperros.

## Conservación
Pese al gran desgaste y a la desatención que ha recibido por parte de las instituciones públicas, la cueva conserva aún gran parte de su majestuosidad y posee asimismo un gran valor arqueológico, ya que en ella se instaló un santuario ibérico, el Santuario del Collado de los Jardines, del que se han recuperado unos dos mil quinientos exvotos de bronce y barro a pesar de los expolios.

## Localización
Está  enclavada en uno de los parajes más abruptos de Sierra Morena, en el interior del Parque  Natural de Despeñaperros, término municipal de Santa Elena, dentro de un barranco, empotrado entre colosales bloques de piedra, en los que hay excavadas varias cuevas, la mayor de las cuales, de unos 50 metros de profundidad, formaba probablemente el límite del recinto sagrado.

## Organización
Dentro de esta cueva en la actualidad hay un manantial de agua que probablemente debió existir ya en la antigüedad. En la zona existe hoy por hoy un "Centro de Interpretación del Patrimonio Histórico y Cultural del Parque Natural de Despeñaperros", así como un sendero de uso público que conduce al Santuario y a un mirador en el llamado Cerro del Castillo.